# Dana Reizniece-Ozola
Dana Reizniece-Ozola (Kuldīga, 6 de noviembre de 1981) es una política letona, fue ministra de Economía de Letonia (2014-2016) y ministra de Finanzas (2016-2019), dentro del segundo Gabinete Straujuma, y miembro del Saeima, es la actual directora general de la FIDE. También es una jugadora de ajedrez que tiene el título de Gran Maestro Femenino desde 2001.  Reizniece-Ozola está casada con Andris Ozols, director de la Agencia letona para la Inversión y el Desarrollo (LIAA).

## Carrera ajedrecística
Reizniece ha ganado el campeonato de ajedrez femenino de Letonia cuatro veces, en 1998, 1999, 2000, y 2001. En 1998 y 1999 se proclamó Campeona de Europa femenino Sub-18.
Dana Reizniece-Ozola ha jugado representando a Letonia en las siguientes olimpiadas de ajedrez:
- El 1998, al primer tablero en la 33.ª Olimpiada a Elistá (+6 −2 =5);
- El 2000, al primer tablero en la 34.ª Olimpiada en Estambul (+6 −2 =5);
- El 2004, al primer tablero en la 36.ª Olimpiada en Calviá (+6 −5 =0);
- El 2006, al primer tablero en la 37.ª Olimpiada en Turín (+5 −2 =4);
- El 2010, al primer tablero en la 39.ª Olimpiada a Janti-Mansisk (+1 −6 =2);
- El 2012, al primer tablero en la 40.ª Olimpiada en Estambul (+6 -3 =1);[3]
- El 2014, al primer tablero en la 41.ª Olimpiada a Tromsø (+1 -5 =4).

También ha representado a Letonia en el Campeonato de Europa de ajedrez femenino por equipos:
- El 1999, al primer tablero en el 3.er Campeonato de Europa femenino por equipos a Batumi (+5 −4 =0);
- El 2001, al primer tablero en el 4.º Campeonato de Europa femenino por equipos a León (+1 −4 =2).
- El 2011, al primer tablero en el 8.º Campeonato de Europa femenino por equipos en Oporto Carras (+4 −3 =2).[5]

## Carrera política
Dana Reizniece-Ozola es miembro del partido Unión de Verdes y Campesinos y ha sido miembro del 10.º y 11.º Saeima (parlamentos letones). Empezó su mandato el 17 de octubre de 2011.
En 2021 dejó la política y tomó el cargo de gerente en la federación internacional de ajedrez